# アーサー・ファーウェル

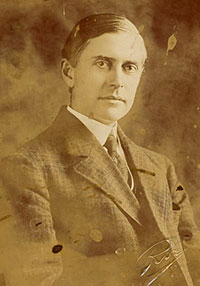
アーサー・ファーウェル

アーサー・ファーウェル（Arthur Farwell、1872年3月23日 - 1952年1月20日）はアメリカ合衆国の作曲家・指揮者・楽譜出版者・作家・教育家・神秘主義者。

## 生涯
ミネソタ州セント・ポール出身。技術者になるべくマサチューセッツ工科大学に学び、1893年に卒業するが、奇人として知られたボストンの作曲家ルドルフ・ゴットと接触して音楽に転向するようになる。ボストンでチャドウィックほかに学んだ後、ヨーロッパに留学し、ベルリンでフンパーディンクに、パリでギルマンに師事。帰国後はコーネル大学で1899年から1901年まで音楽の講師を務めるかたわら、楽譜出版社ワーワン・プレス（Wa-Wan Press）を興し、マクダウェルに影響された、アメリンディアンの民族音楽にちなんだ作品ばかりを出版するようになるが、中でもファーウェル自身がその音楽運動の中心人物であった。
1910年から13年まで、ニューヨーク市で自主運営のコンサートで、1,000人もの歌手をそろえて合唱曲の大作を指揮、そのうちいくつかは自作であった。1915年から18年までニューヨーク州セツルメント音楽学校の院長を務めた後、カリフォルニア州に移って個人教師を務める。この時の門弟にロイ・ハリスがいる。1918年から翌19年までカリフォルニア大学バークレー校音楽学部の学部長を務めた後、自ら設立したサンタ・バーバラ地区合唱団を指揮。1921年から1925年まで作曲家として初めてパサデナ音楽・芸術協会会友に選ばれる。1927年から1939年までミシガン州立大学で音楽理論を指導し、最終的にニューヨークに落ち着いた。ミシガンでの門弟にディカ・ニューリンがいる。
ニコラス・スロニムスキーは『ベイカー人名辞典（ Baker's Biographical Dictionary ）』において、ファーウェルは「自らの事業も含めて、アメリカ音楽への商業的な機会に幻滅させられながらも、1936年4月に（ミシガン州）イースト・ランシングに自作を印刷するための出版社を興し、装丁を含めて出版作業の全過程を自力で行なった」と述べている。

## 音楽と著作
ファーウェルは、おびただしい数の器楽曲や室内楽、合唱曲、管弦楽曲のほかに、劇付随音楽や商業音楽も手懸けた。作品のいくつかは個人的な興味を反映し、霊的な秘儀を扱っている。霊性への関心は、直感力に関する講演や著作においても主題とされている。
主要な音楽作品として、数作からなる管弦楽曲《象徴主義的習作 Symbolistic Studies 》や、旧師ルドルフ・ゴットが遺した断片から発展していく《交響曲》、大規模な「交響的儀式」こと管弦楽伴奏つき合唱曲《山の歌》、弦楽四重奏曲、ピアノ五重奏曲などがある。アメリンディアンの民族音楽による作品として、ピアノのための性格的小品や歌曲が多数ある。
作曲家としては漸進的ながらも絶えず成長を続け、生涯最後の20年間において最も個性的な作品を産み出した。それらに、複調性を探求したピアノ曲や、いくつかの簡潔なソナタ、詩に巧妙かつ充分に曲付けされたディキンソン歌曲集、シェーンベルクやストラヴィンスキーを目いっぱいにパロディした諷刺オペラ《漫画 Cartoon 》が挙げられる。